# Ronald Champang
Ronald Champang (n. Portoviejo, Ecuador; 19 de junio de 1994) es un futbolista ecuatoriano. Juega de extremo y su equipo actual es Aampetra de la Segunda Categoría de Ecuador.

## Estadísticas

### Clubes
Actualizado al último partido disputado el 10 de julio de 2024.
| Club                        | Temporada     | Liga  | Liga  | Copas nacionales | Copas nacionales | Copas internacionales | Copas internacionales | Total | Total |
| Club                        | Temporada     | Part. | Goles | Part.            | Goles            | Part.                 | Goles                 | Part. | Goles |
| --------------------------- | ------------- | ----- | ----- | ---------------- | ---------------- | --------------------- | --------------------- | ----- | ----- |
| Espoli · Ecuador            | 2011          | 1     | 0     | -                | -                | -                     | -                     | 1     | 0     |
| Espoli · Ecuador            | 2012          | 37    | 3     | -                | -                | -                     | -                     | 37    | 3     |
| Espoli · Ecuador            | 2013          | 27    | 4     | -                | -                | -                     | -                     | 27    | 4     |
| Espoli · Ecuador            | 2014          | 40    | 5     | -                | -                | -                     | -                     | 40    | 5     |
| Espoli · Ecuador            | Total club    | 105   | 12    | 0                | 0                | 0                     | 0                     | 105   | 12    |
| Deportivo Cuenca · Ecuador  | 2015          | 6     | 0     | -                | -                | -                     | -                     | 6     | 0     |
| Deportivo Cuenca · Ecuador  | Total club    | 6     | 0     | 0                | 0                | 0                     | 0                     | 6     | 0     |
| Gualaceo S. C. · Ecuador    | 2015          | 16    | 2     | -                | -                | -                     | -                     | 16    | 2     |
| Gualaceo S. C. · Ecuador    | Total club    | 16    | 2     | 0                | 0                | 0                     | 0                     | 16    | 2     |
| Macará · Ecuador            | 2016          | 40    | 6     | -                | -                | -                     | -                     | 40    | 6     |
| Macará · Ecuador            | 2017          | 44    | 8     | -                | -                | -                     | -                     | 44    | 8     |
| Macará · Ecuador            | 2018          | 33    | 2     | -                | -                | 2                     | 0                     | 35    | 2     |
| Macará · Ecuador            | 2019          | 33    | 6     | 0                | 0                | 4                     | 1                     | 37    | 7     |
| Macará · Ecuador            | 2020          | 28    | 3     | 0                | 0                | 2                     | 0                     | 30    | 3     |
| Macará · Ecuador            | 2021          | 26    | 5     | 0                | 0                | 2                     | 0                     | 28    | 5     |
| Macará · Ecuador            | 2022          | 18    | 2     | 1                | 0                | -                     | -                     | 19    | 2     |
| Macará · Ecuador            | Total club    | 222   | 32    | 1                | 0                | 10                    | 1                     | 233   | 33    |
| Aampetra · Ecuador          | 2023          | 15    | 4     | -                | -                | -                     | -                     | 15    | 4     |
| Aampetra · Ecuador          | Total club    | 15    | 4     | 0                | 0                | 0                     | 0                     | 15    | 4     |
| Deportivo Quevedo · Ecuador | 2023          | 8     | 3     | -                | -                | -                     | -                     | 8     | 3     |
| Deportivo Quevedo · Ecuador | Total club    | 8     | 3     | 0                | 0                | 0                     | 0                     | 8     | 3     |
| Chacaritas · Ecuador        | 2024          | 12    | 1     | 1                | 0                | -                     | -                     | 13    | 1     |
| Chacaritas · Ecuador        | Total club    | 12    | 1     | 1                | 0                | 0                     | 0                     | 13    | 1     |
| Aampetra · Ecuador          | 2024          | 0     | 0     | 0                | 0                | -                     | -                     | 0     | 0     |
| Aampetra · Ecuador          | Total club    | 0     | 0     | 0                | 0                | 0                     | 0                     | 0     | 0     |
| Total carrera               | Total carrera | 384   | 54    | 2                | 0                | 10                    | 1                     | 396   | 55    |
| 1. 2.                       |               |       |       |                  |                  |                       |                       |       |       |

## Palmarés

### Campeonatos nacionales
| Título             | Club   | País    | Año  |
| ------------------ | ------ | ------- | ---- |
| Serie B de Ecuador | Macará | Ecuador | 2016 |